# Caerphilly (stacja kolejowa)
Caerphilly (ang. Caerphillyl railway station, wal. Gorsaf reilffordd Caerffili) – stacja kolejowa w Caerphilly, w hrabstwie miejskim Caerphilly w Walii. Obsługuje obszar Lisvane i Thornhill, w północnym Cardiff. Znajduje się na Rhymney Line, przy Station Road na południu miasta.
Usługi pasażerskie są świadczone przez Arriva Trains Wales jako część sieci Valleys & Cardiff Local Routes.

## Połączenia
Od poniedziałku do soboty pociągi kursują co 15 minut do Penarth przez Cardiff Central i co 15 minut do Bargoed, a jeden pociąg na cztery kursuje do Rhymney. Wieczorami pociągi kursują co godzinę na północ i co półgodziny na południe, niektóre pociągi z Cardiff kończą się i zaczynają tutaj swój bieg.
W niedziele pociągi kursują co dwie godziny w każdym kierunku, a pociągi na południe kursują na wyspę Barry.

## Linie kolejowe
- Rhymney Line